# Västmanlands läns östra valkrets
Västmanlands läns östra valkrets var vid riksdagsvalen 1911–1920 till andra kammaren en egen valkrets med tre mandat. Valkretsen avskaffades vid valet 1921, då Västmanlands läns valkrets inrättades.

## Riksdagsmän

### 1912–första riksmötet 1914
- Axel Robert Lundblad, lmb
- Johan Andersson, lib s
- Viktor Larsson, s

### Andra riksmötet 1914
- Axel Robert Lundblad, lmb
- Johan Andersson, lib s
- Viktor Larsson, s

### 1915–1917
- Axel Robert Lundblad, lmb
- Johan Andersson, lib s (1915–1916)
  - Alfred Bolander, lib s (1917)
- Viktor Larsson, s

### 1918–1920
- August Ander, lib s
- Leonard Johansson, s
- Viktor Larsson, s

### 1921
- Anders Johan Johansson, bf
- Per Godén, lib s
- Viktor Larsson, s